# Peter Friedrich Ludwigs Hospital

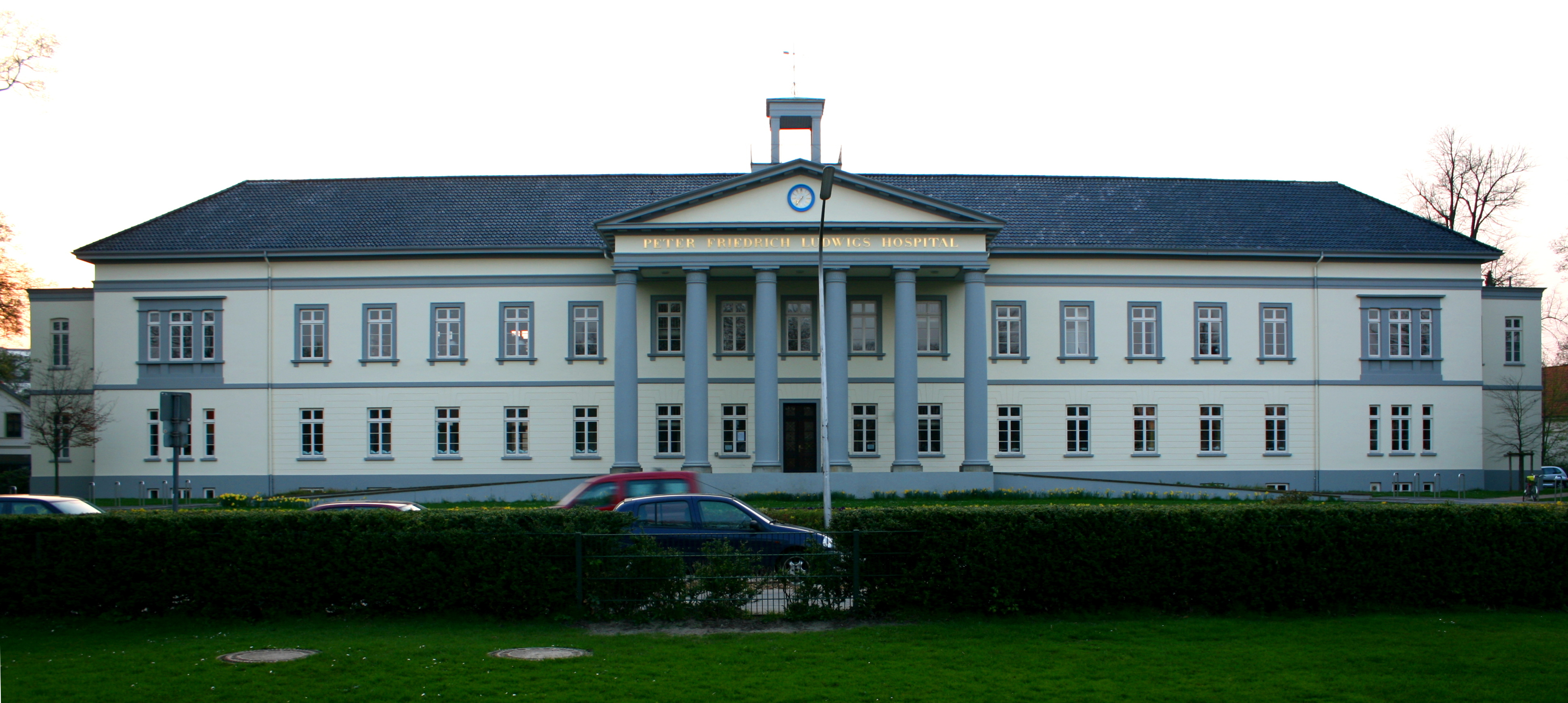
Peter Friedrich Ludwigs Hospital

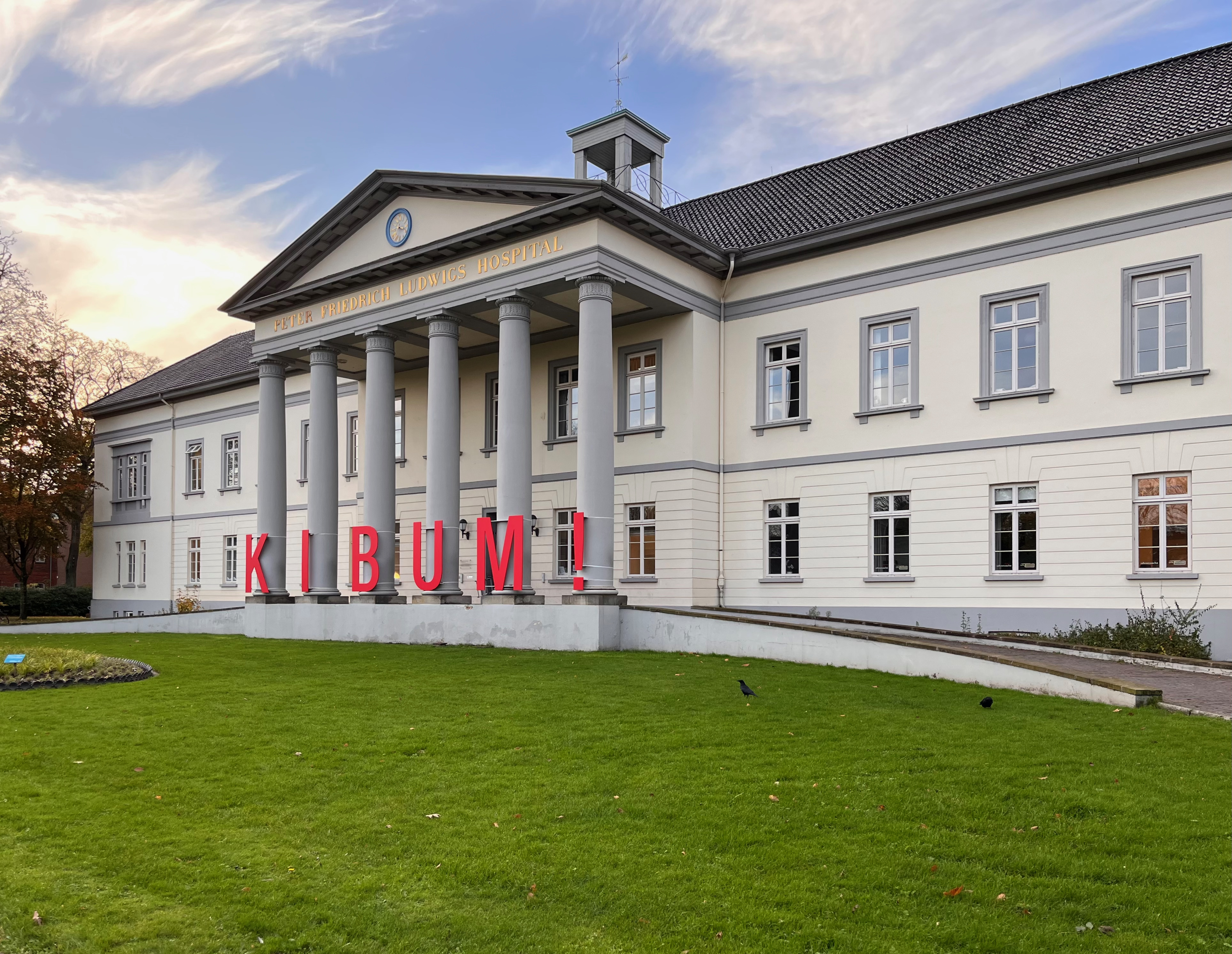
Eingangsbereich des ehemaligen Krankenhauses

Peter Friedrich Ludwigs Hospital (kurz PFL) ist ein ehemaliges Krankenhaus in Oldenburg (Oldenburg). Es wurde zwischen 1838 und 1841 erbaut und ging auf Pläne zurück, die aus den zwanziger Jahren des 19. Jahrhunderts stammten. Benannt ist es nach dem 1823 ernannten Herzog Peter Friedrich Ludwig, der in Oldenburg während seiner Regentschaft viele klassizistische Bauwerke errichten ließ. Das PFL und das Elisabeth-Kinderkrankenhaus ließen zusammen mit der Hebammen-Lehranstalt die Peterstraße gewissermaßen zum medizinischen Zentrum der Stadt werden. Inzwischen hat sich das PFL zu einem der kulturellen Zentren der Stadt entwickelt.

## Geschichte

### Das Erste Städtische Krankenhaus als Vorgänger des PFL
Im 18. Jahrhundert entwickelte sich das Krankenhauswesen in Mitteleuropa stetig weiter. Auch innerhalb der Oldenburger Gesellschaft fanden sich Menschen, die die Versorgung „armer Hauskranker“ zu unterstützen gedachten und dazu 1784 ein „Institut“ (am Waffenplatz) gründeten. In diesem ersten „Städtischen Krankenhaus“ wurden Arme und Kranke in ehemaligen Militärbaracken untergebracht und verpflegt, eine ärztliche Behandlung fand aber nur in geringem Umfang statt. Mit der Zeit wurden die Zustände in den Baracken immer unhaltbarer, vor allem in hygienischer und personeller Hinsicht. Auch Herzog Peter Friedrich Ludwig erkannte, dass die medizinische Versorgung in der Stadt Oldenburg einer dringenden Verbesserung bedurfte. Allerdings fehlten ihm die finanziellen Mittel, den Gedanken an eine Krankenhausgründung selbst in die Tat umzusetzen. Es gelang jedoch 1826 die Gründung des „Oldenburger Krankenhausfonds“, dessen Startkapital aus einem Teil der Straf- und Konfiskationsgelder stammte, welche während der französischen Besatzung eingenommen worden waren.

### Baubeginn und -ausführung 1838–1841

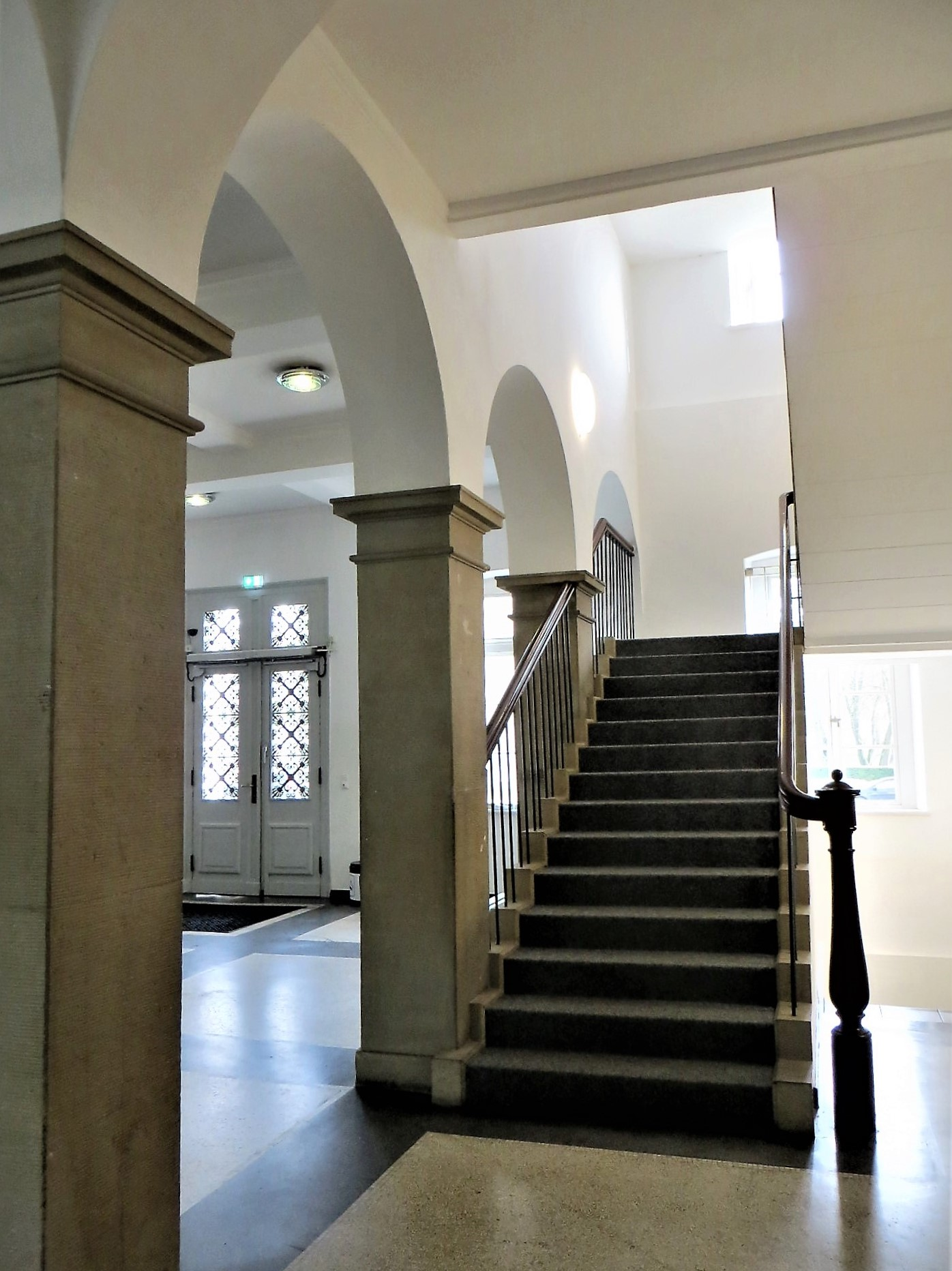
Haupteingangshalle

Erst nach dem Tod des Herzogs war die Summe durch Zinsertrag und mit Hilfe von Vorschüssen (u. a. aus der Militärkasse) ausreichend, um den Krankenhausbau beginnen zu können. Großherzog Paul Friedrich August, der Sohn Peter Friedrich Ludwigs, erhielt 1833 von Baurat Otto Lasius den ersten Entwurf für das neue Hospitalgebäude, dem weitere folgten, bis 1838 mit dem Bau auf einem Gelände vor den Wallanlagen der Stadt begonnen wurde. Die klassizistische Fassade, die Ähnlichkeiten mit dem 1803 erbauten Mariinsky Hospital in St. Petersburg und mit Schloss Wörlitz aufweist, war von Heinrich Strack entworfen worden, einem Vetter von Johann Heinrich Strack.
Im Innern befanden sich zur Eröffnung am 8. Oktober 1841 verteilt auf etwa 30 Zimmer in zwei Stockwerken 138 Betten, davon zwölf für „separierte“ Kranke, ein Operationsraum, Küchen, Vorrats- und Speisekammern sowie Wohnräume für das Personal. Zur Wilhelmstraße gelegen befand sich das Leichenhaus und eine Pforte, durch die man auf das eingefriedete Gelände gelangte. Die Gartenanlage des Gebäudes war unterteilt in je einen Bereich für Männer und für Frauen. Ein Brunnen im Hof stellte die Wasserversorgung sicher. Bis zum Anschluss an die Kanalisation 1901 mussten Fäkalien in Gruben oder über Heidelberger Tonnen entsorgt werden.

### Aufnahmebedingungen ab 1841
Im neuen Hospital wurden nach den Bestimmungen der eingesetzten Kommission erwachsene „Kranke jeder Art“ aufgenommen, Kinder nur im „Nothfalle“, „Geisteskranke nur ausnahmsweise […] auf sehr kurze Zeit“. Altersschwache und chronisch Kranke, aber auch Hochschwangere fanden den Anweisungen zufolge keine Aufnahme. Pro Verpflegungstag war von den Kranken ein bestimmter Geldbetrag für ärztliche Versorgung, Kleidung, Kost und Bäder an die Hospitalkasse zu entrichten. Medikamente mussten zusätzlich bezahlt werden.

### Organisationsstruktur
Das Krankenhaus teilte sich in Nord- und Südflügel mit jeweils einer Krankenstation im Erdgeschoss. Auf jeder Krankenstation waren zwei Krankensäle; jeder Saal enthielt zehn Betten. Im Nordflügel befand sich bis 1881 die Militärabteilung, die von einem eigenen Oberarzt geleitet wurde.
Einer der Leiter der Militärabteilung und Mitglied der Direktion war der Arzt Jonas Goldschmidt.
Die Krankenhausdirektion bestand aus dem Leitenden Arzt und dem Bürgermeister der Stadt Oldenburg.
Ein Verwalter aus den Reihen des Militärs verantwortete die Buchführung und die wirtschaftliche Leitung. 
Die Versorgung und Pflege wurde zunächst von Krankenwärtern, ab 1881 von Ludwigsluster Diakonissen übernommen. In diesem Jahr zog die Militärabteilung in das Garnisonslazarett Willersstraße, weshalb die wirtschaftliche Führung des PFL ebenfalls auf die Diakonissen übertragen wurde.

### Weitere An- und Umbauten und Nebengebäude

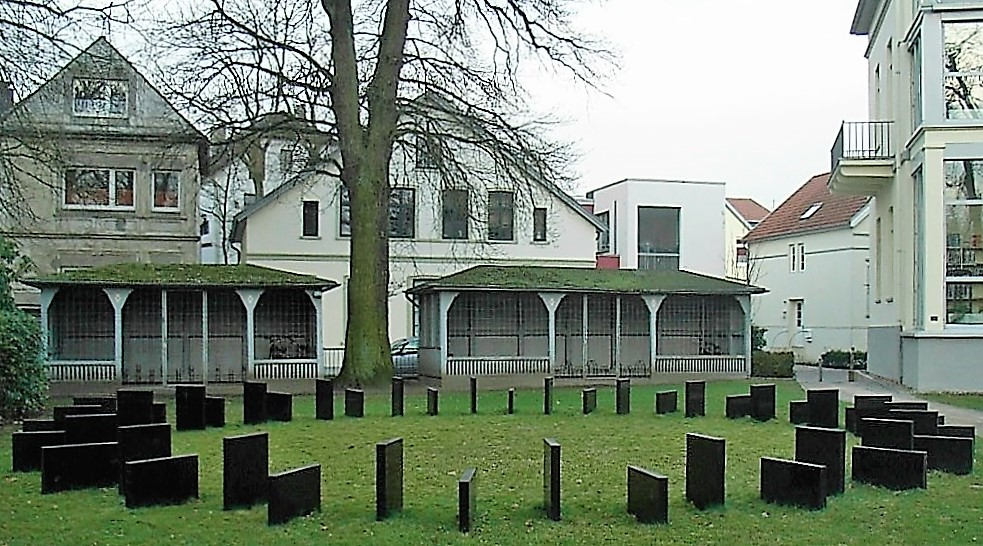
Zwei ehemalige Liegepavillons

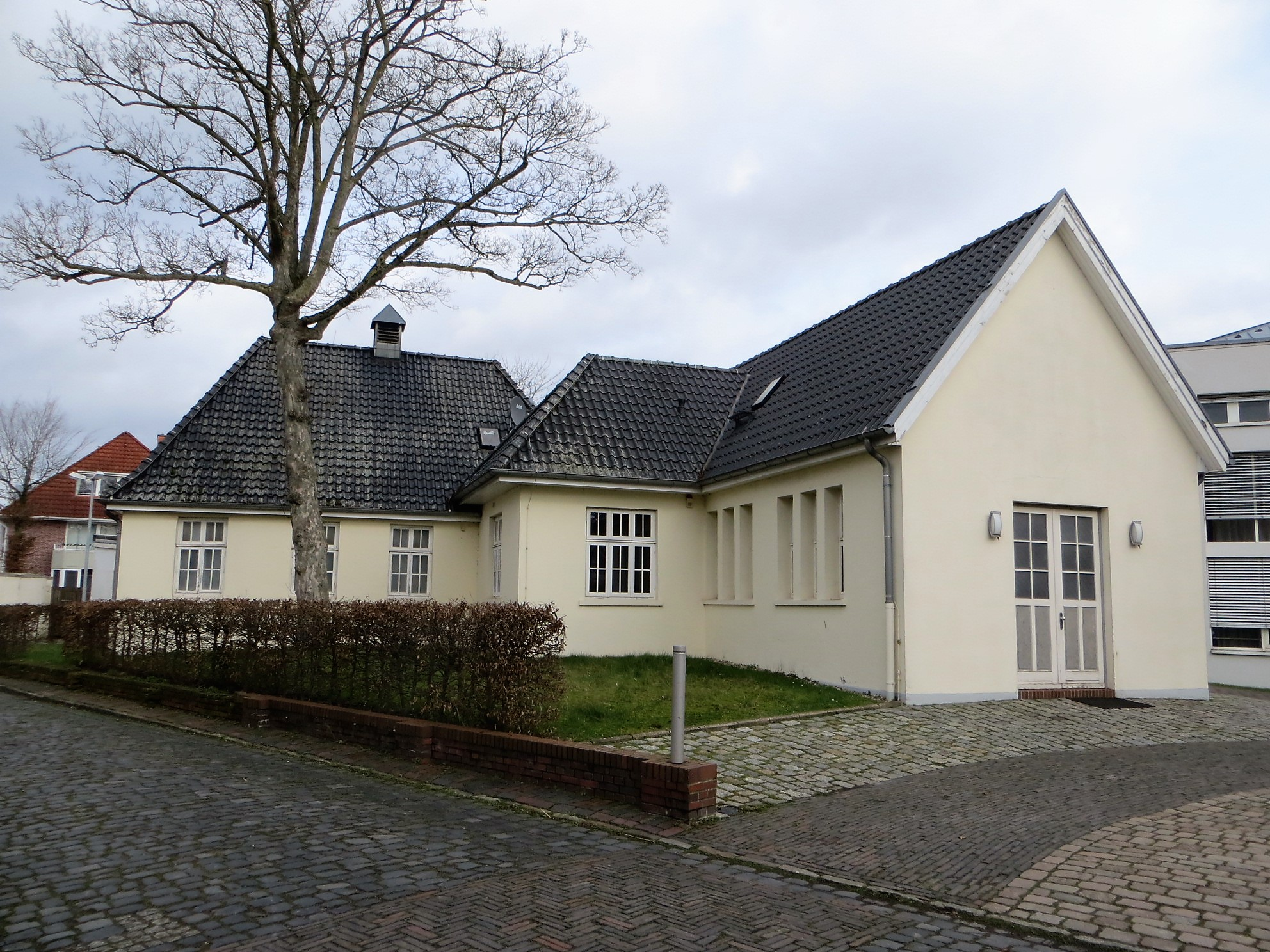
Ehemalige Leichenhalle und Kapelle

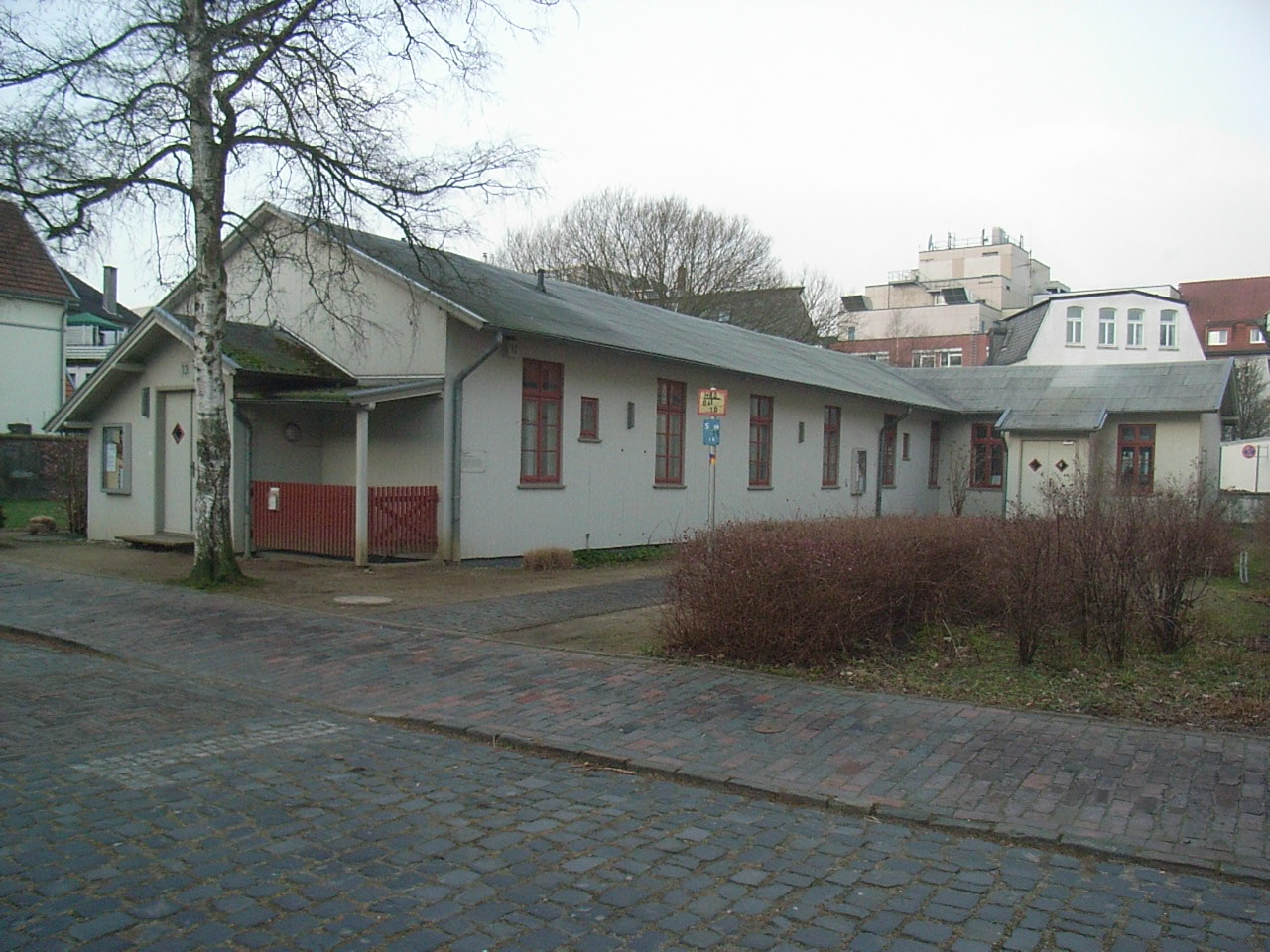
Ehemalige Infektionsbaracke von 1915

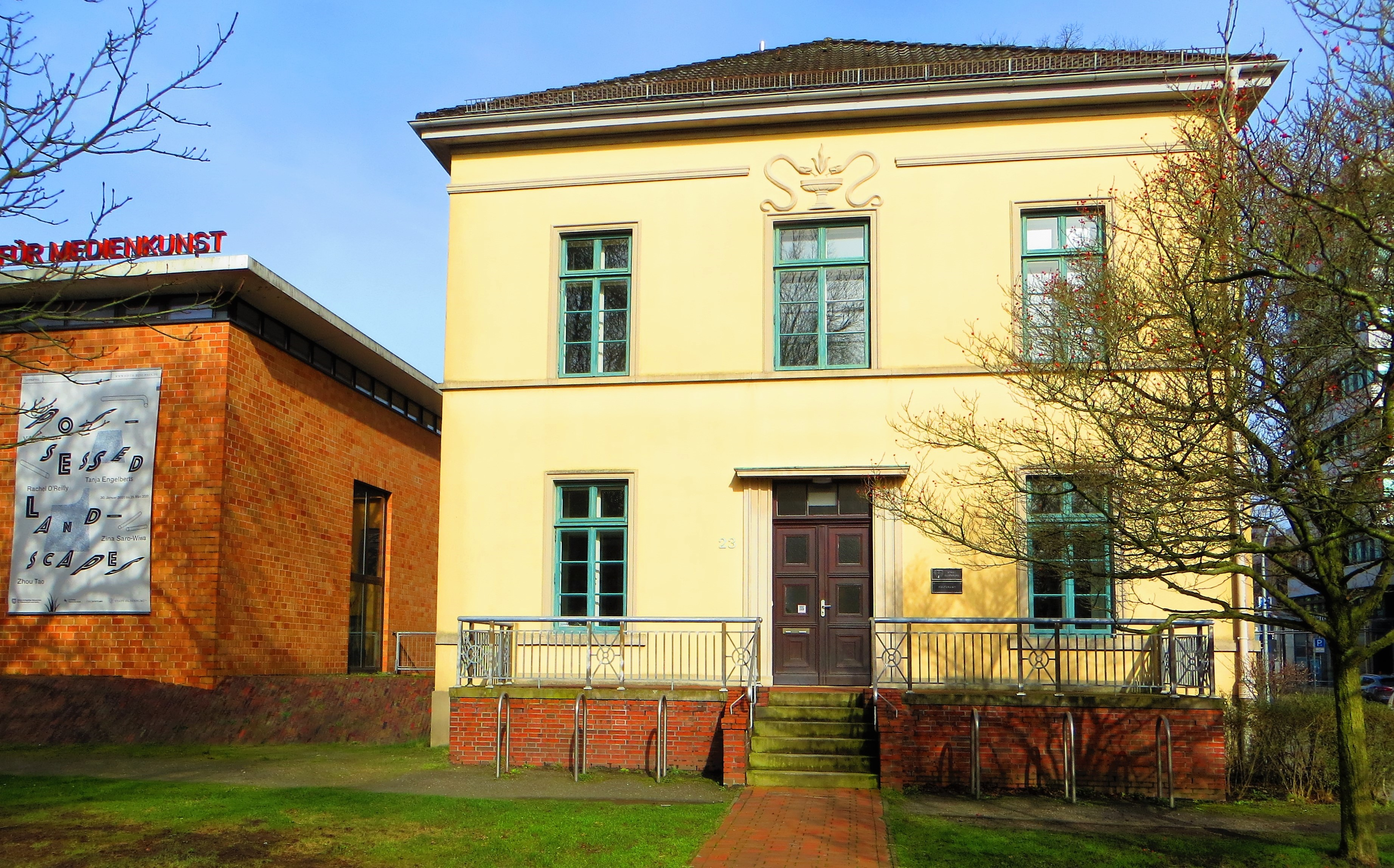
Ehemalige Hebammenlehranstalt, bis 1972 Landeshygiene-Institut

#### 19. Jahrhundert
1843 wurde – sechs Meter vom Nordflügel entfernt – ein separates „Pockenhaus“ errichtet, in dem sich zwei Krankenzimmer befanden.
Aufgrund der starken Verbreitung von Infektionskrankheiten wurde 1876 eine spezielle Infektionsabteilung mit Veranda an den Südflügel gebaut.
Kaum zwanzig Jahre später reichte diese nicht mehr aus, so dass das seit 1871 nicht mehr genutzte Pockenhaus abgerissen und 1896 ein größeres, vom Haupthaus weiter entferntes Gebäude als Isolierhaus eröffnet wurde.

#### 20. Jahrhundert
Das Dachgeschoss wurde zwischen 1907 und 1910 ausgebaut, auch wurde ein Personenaufzug installiert. Die Bettenzahl hatte sich inzwischen auf ca. 200 erhöht. Anstelle des Leichenhauses wurde eine größere Leichenhalle mit Obduktionsraum und Kapelle errichtet; in den immer noch nach Geschlecht getrennten Gartenabteilen entstanden offene Liegepavillons.
Nach Ausbruch des Ersten Weltkrieges nahm die Zahl der Infektionskranken erneut zu, was den Bau einer weiteren Isolierstation erforderte. Dafür wurde 1915 eine Baracke auf einem Grundstück der damaligen Wilhelmsstraße (Nr. 13) errichtet. 1916 erfolgte nach dem Kauf der ehemaligen Baptistenkapelle Wilhelmstraße Nr. 17 deren Umbau als Infektionshaus; 1917 wurde das Haus Nr. 9 zum selben Zweck aufgekauft und umgestaltet. Nach dem Ende des Krieges traten Infektionskrankheiten wie Diphtherie und Scharlach immer seltener auf, so dass das Isolierhaus von 1896 ab 1936 der dermatologischen Abteilung zur Verfügung gestellt werden konnte. Später diente das Infektionshaus Wilhelmstraße 17 durch einen weiteren Umbau ab 1958 als Blutspendezentrale und Institut für Labormedizin.

### Fachabteilungen
Zunächst verfügte das Krankenhaus über die Chirurgische und die Innere Abteilung. Die Chirurgische Abteilung unterteilte sich bald in die Allgemein- und Unfallchirurgie, später kam die Mund-, Kiefer-, Gesichts- und plastische Chirurgie hinzu. Die Innere umfasste die Disziplinen Gastroenterologie, Kardiologie, Nephrologie und ab 1982 auch die Onkologie. Die erste fachärztlich geleitete Abteilung war 1895 die der Augenheilkunde, die bis 1920 bestand. Eine Dermatologische Abteilung befand sich von 1932 bis 1974 im Isolierhaus.
Das 1934 gegründete Pathologische Institut des Landes Oldenburg war bis Anfang der 1980er Jahre im Haus Katharinenstraße 23 untergebracht.
1950 zogen die Chirurgische und die Urologische Abteilung in die Gebäude des ehemaligen Standortlazaretts Kreyenbrück um, nur die Kieferchirurgie verblieb mit der Inneren Abteilung im PFL. Durch das Freiwerden der Räumlichkeiten konnte sich u. a. die Intensivstation des PFL vergrößern.

### Jüngere Geschichte

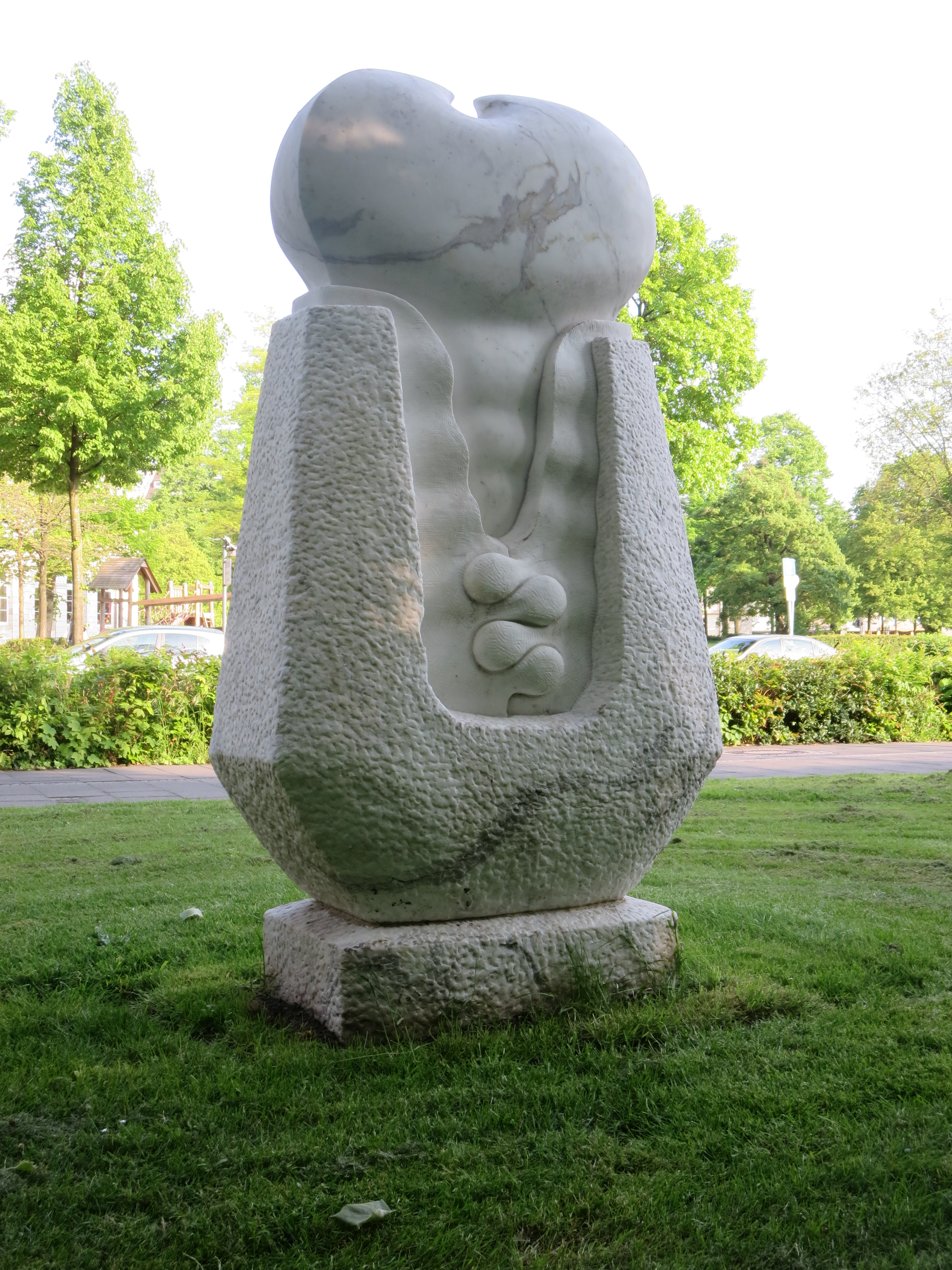
Marmor-Skulptur vor dem PFL: "Schutz des Lebens" von Chodja Ahmad Sediq (1979)

Bis 1936 arbeiteten Diakonissen des Oldenburger Mutterhauses im Hospital, danach wurde die pflegerische Leitung den wegen ihrer braunen Tracht „Braune Schwestern“ genannten Pflegerinnen der NS-Schwesternschaft übertragen. 
In der Zeit des Nationalsozialismus wurden im PFL mindestens 269 Zwangssterilisationen durchgeführt.
Seit 1946 besteht ein Gestellungsvertrag mit der Schwesternschaft des Evangelischen Diakonievereins Berlin Zehlendorf e.V. Als erste Oberin war die Diakonieschwester Erna Riebau verantwortlich für den Pflegedienst im PFL und gleichzeitig für das benachbarte Elisabeth-Kinderkrankenhaus.
1967 war das Gebäude Kulisse für einen fünfteiligen Dokumentarspielfilm des ZDF über die Oktoberrevolution. Das PFL wurde dabei wegen seiner Ähnlichkeit zum Taurischen Palais in Sankt Petersburg als Drehort für eine Straßenschlacht ausgewählt. Im gleichen Film wurde auch das Große Haus des Oldenburgischen Staatstheaters als Drehort verwendet und nahm dabei die "Rolle" des Bolschoi-Theaters ein. Regisseur des Films war Wolfgang Schleif.
Noch bis 1984 beherbergte das Hospital die Innere Abteilung der Städtischen Kliniken Oldenburg (heute Klinikum Oldenburg), dann zog auch diese aus den alten Räumen in den Kreyenbrücker Neubau um.

## Nutzung des Gebäudes nach 1984
Nach einigen Jahren des Leerstandes wurde 1992 das erste Krankenhausmuseum der Welt im „Peter“ eröffnet, allerdings wurde es nach kurzer Zeit wieder geschlossen. 
Seit 1992 befindet sich im Haupthaus des PFL die Stadtbibliothek Oldenburgs; das Kulturamt der Stadt mit dem Beinamen Brücke der Nationen war zunächst ebenfalls hier untergebracht. Außerdem beherbergt das PFL ein Kulturzentrum, in dem verschiedene Veranstaltungen stattfinden, wie die KIBUM, die Oldenburger Kinder- und Jugendbuchmesse. Im obersten Stock des nördlichen Seitenflügels befindet sich seit 1994 das Umwelthaus Oldenburg, in dem unter anderen der BUND und das Projekt Oldenburg Kaffee Infoläden bzw. Büros unterhalten; hier finden außerdem Treffen und Veranstaltungen der meisten Oldenburger Natur- und Umweltschutzverbände statt. 
Das Gebäude, das die erste Infektionsabteilung enthielt, beherbergt heute die Musikschule der Stadt Oldenburg. Das ehemalige Infektionshaus und Institut für Labormedizin Leo-Trepp-Straße 17 ist heute die Synagoge der Jüdischen Gemeinde zu Oldenburg. In der Isolierbaracke Leo-Trepp-Straße 13 befand sich mehrere Jahre ein privates Figurentheater; heute ist dort das Wilhelm13 – Musik- und Literaturhaus Oldenburg. Der Name leitet sich von der Wilhelmstraße ab, den die heutige Leo-Trepp-Straße bis 2013 trug.
Auf dem Gelände des abgerissenen Pathologischen Instituts in der Katharinenstraße 23 wurde ein Neubau errichtet, das im Jahr 2000 eröffnete Edith-Russ Haus für Medienkunst, heute: Haus für Medienkunst Oldenburg. Im Gebäude Peterstraße 23, bis 1902 Hebammenlehranstalt und von 1934 bis 1972 Landeshygiene-Institut,  befindet sich das Kulturamt der Stadt Oldenburg.